# Marathon (Saga)
Marathon is het vijftiende studioalbum van de Canadese band Saga.

## Musici
- Michael Sadler – zang en toetsen
- Ian Crichton – gitaar en zang
- Jim Crichton – basgitaar en toetsen
- Jim Gilmour – toetsen en zang
- Steve Negus – slagwerk

## Composities
Alle nummers geschreven door Ian Crichton, Jim Crichton, Jim Gilmour, Michael Sadler en Steve Negus.
1. "Marathon" – 4:59
2. "How Are You?" – 5:22
3. "Breathing Lessons" – 4:24
4. "Hands Up" – 3:44
5. "Streets of Gold (Chapter 14)" – 5:11
6. "The Blind Side of Your Heart" – 4:35
7. "Return to Forever" – 4:26
8. "Too Deep" – 4:35
9. "You Know I Know (Chapter 12)" – 4:19
10. "Rise and Shine" – 3:32
11. "Worlds Apart (Chapter 16)" – 6:10